# Armeria bubanii
Armeria bubanii är en triftväxtart som beskrevs av G.H.M.Lawr. Armeria bubanii ingår i släktet triftar, och familjen triftväxter. Inga underarter finns listade i Catalogue of Life.